# Comuna Dubrivka, Irșava
Dubrivka (în ucraineană Дубрівка) este o comună în raionul Irșava, regiunea Transcarpatia, Ucraina, formată din satele Dubrivka (reședința), Mala Roztoka și Velîka Roztoka.

## Demografie
Componența lingvistică a comunei Dubrivka
     Ucraineană (99,56%)
     Alte limbi (0,44%)
Conform recensământului din 2001, majoritatea populației comunei Dubrivka era vorbitoare de ucraineană (99,56%), existând în minoritate și vorbitori de alte limbi.